# Unde este al treilea rege?
Unde este al treilea rege? (titlul original: în poloneză Gdzie jest trzeci król) este un film polițist polonez, realizat în 1967 de regizorul Ryszard Ber. Scenariul a fost bazat pe un roman al lui Kazimierz Kwasniewski (un alt pseudonim al lui Maciej Słomczyński, adică Joe Alex) intitulat Unde este al treilea rege? (Varșovia 1966). Filmările au fost făcute în interiorul castelului din Kórnik.
Protagoniștii filmului sunt actorii Andrzej Łapicki, Alicja Wyszyńska, Tadeusz Kondrat și Ryszard Pietruski. 

## Distribuție
- Andrzej Łapicki − căpitanul Stefan Berent
- Alicja Wyszyńska − ocotenentul Katarzyna Rogalska
- Tadeusz Kondrat − Władysław Janas, curatorul muzeului
- Ryszard Pietruski − Karol Wilczkiewicz, adjunctul lui Janas
- Maria Wachowiak − Wanda Szczęśniak, secretara lui Janas
- Wieńczysław Gliński − profesorul Gawroński
- Kalina Jędrusik − Małgorzata Sadecka, restauratoarea de imagini
- Franciszek Pieczka − Marczak, restauratorul de imagini
- Wojciech Pokora − Zientara, restauratorul de imagini
- Zbigniew Józefowicz − căpitanul Półtorak, asociat cu Berent
- Leon Pietraszkiewicz − Colonelul Wala, șeful lui Berent
- Adam Pawlikowski − comisarul Didot de la Interpol
- Zbigniew Płoszaj − un milițian